# Felsőlászlófalva
Felsőlászlófalva (1899-ig Felső-Ladiskócz, szlovákul: Vyšné Ladičkovce) község Szlovákiában, az Eperjesi kerület Homonnai járásában.

## Fekvése
Homonnától 15 km-re északra, a Lászlófalvi-patak völgyében fekszik.

## Története
1427-ben említik először, a homonnai uradalomhoz tartozott. Birtokosai a Klobusicky, Dernáth és Andrássy családok voltak. Lakói mezőgazdasággal, erdei munkákkal, szövéssel foglalkoztak.
A 18. század végén Vályi András így ír róla: „Alsó, és Felső Ladiskócz. Két tót falu Zemplén Várm. földes Ura G. Vandernót Uraság, lakosai katolikusok, fekszenek Szopkóczhoz nem meszsze, hegyes, és agyagos határjaik 3 nyomásbéliek, zabot, és krompélyt teremnek leg inkább, piatzok Homónnán van.”
Fényes Elek 1851-ben kiadott geográfiai szótárában így ír a faluról: „Felső-Ladiskócz, tót falu, Zemplén vmegyében, Lyubisse fil. 330 kath., 7 zsidó lak. 585 h. szántófölddel. F. u. gr. Csáky. Ut. postája Nagy Mihály.”
Borovszky Samu monográfiasorozatának Zemplén vármegyét tárgyaló része szerint: „Felsőlászlófalva, azelőtt Felső-Ladiskócz. Tót kisközség 45 házzal és 251 lakossal, kik róm. kath. vallásúak. Postája és vasúti állomása Udván van, távírója Homonnán. A homonnai uradalomhoz tartozott, de 1774-ben a Klobusitzkyak, azután a gróf Csákyak lettek az urai és most gróf Andrássy Gézának van itt nagyobb birtoka. Róm. kath. kápolnája 1702-ben épült. Ide tartozik Kroszna-tanya is.”
1920 előtt Zemplén vármegye Homonnai járásához tartozott.
A falu a II. világháború alatt partizánharcok színhelye volt, a németek felégették.

## Népessége
| Év:            | 1994. | 2004.   | 2014.    | 2024.    |
| -------------- | ----- | ------- | -------- | -------- |
| Emberek száma: | 262   | 236     | 206      | 180      |
| Eltérés:       |       | -9,92 % | -12,71 % | -12,62 % |

| Év:            | 2023. | 2024.   |
| -------------- | ----- | ------- |
| Emberek száma: | 184   | 180     |
| Eltérés:       |       | -2,17 % |

1910-ben 237, túlnyomórészt szlovák lakosa volt.
2001-ben 258 lakosából 256 szlovák volt.
2011-ben 216 lakosából 214 szlovák.

## Nevezetességei
- Római katolikus temploma 1995-ben épült.